# 무한의 바다
《무한의 바다》(영어: The Infinite Sea)는 릭 얀시의 2014년 SF 장편소설로, 제5침공 삼부작의 두 번째 작품이다. 대한민국에는 알에이치코리아에서 전행선 번역으로 2015년 발간되었다.

## 작품 소개
죽음의 전선에서 인간 대 외부인의 전투는 어떻게 막을 내릴 것인가!
클로이 모레츠 주연의 영화 《제5침공》의 원작소설 『무한의 바다』. 다섯 번째 파동이 서서히 지구를 휩쓸기 시작하면서 지구는 다시 한 번 무한한 어둠의 바닷속으로 빠진다. 간신히 동생 샘과 조우한 캐시는 에번의 희생으로 겨우 살아남는다. 그리고 ‘무한한 어둠 속에서 반짝이는 별 카시오페이아, 캐시를 꼭 찾을 것’이라던 에번의 약속을 굳게 믿으며 그를 보내준다. 하지만 겨우 살아남은 생존자들에게 보쉬 대령이 뻗어오는 공포의 손길은 시시각각 덮쳐오고, 캐시는 선택의 기로에 직면한다.
죽음도 불사하며 자신을 지켜주었던 에번 워커가 돌아오기를 기다릴 것인가, 아니면 적들이 가까이 다가오기 전에 안전한 곳을 찾아 떠나야 할 것인가. 결국 캐시는 에번을 기다릴 거라며, 피난처를 구해 떠나자는 동료들의 결정에 끝끝내 반발한다. 그를 옹호하는 캐시와 그녀를 비난하는 링거의 갈등은 극단으로 치닫고, 어느 날 링거와 티컵이 사라지는데…….